# Мелиса Роксбург
Мелиса Роксбург (енгл. Melissa Roxburgh; Ванкувер, 10. децембар 1992) канадска је глумица. Позната је по улози Сил у филму Звездане стазе: Изван граница (2016) и Мик Стоун у серији Манифест (2018—2023).

## Детињство и младост
Њен отац Кам је канадски пастор, а мајка Шели Волпол британска тенисерка у пензији. Има две сестре, Кристи и Ешли, и млађег брата, Мета. Њени родитељи, након што су се преселили у Канаду из САД, основали су цркву у Ванкуверу. Након што је завршила средњу школу, почела је да се бави глумом у Ванкуверу. Такође је похађала Студио „Вилијам Еспер”.

## Филмографија

### Филм
| Улоге  |                                    |               |              |          |
| Година | Српски назив                       | Изворни назив | Улога        | Напомена |
| 2011.  | Дневник шоњавка: Родрикова правила |               | Рејчел Луис  |          |
| 2012.  | Дневник шоњавка: Пасји дани        |               | Хедер Хилс   |          |
| 2014.  | Леприкон 7: Порекло                |               | Џени         |          |
| 2016.  | Звездане стазе: Изван граница      |               | Сил          |          |
| 2016.  |                                    |               | Леора Данкан |          |
| 2016.  |                                    |               | Азарија      |          |
| 2018.  |                                    |               | Маја Матесон |          |
| 2020.  | Још увек верујем                   |               | Хедер Хенинг |          |
| 2022.  |                                    |               | Мери Кели    |          |

### Телевизија
| Улоге       |                      |               |                              |              |
| Година      | Српски назив         | Изворни назив | Улога                        | Напомена     |
| 2012.       | Биг тајм раш: Филм   |               | принцеза                     | ТВ филм      |
| 2012.       | Стрела               |               | Блејк                        | 2 епизоде    |
| 2012, 2014. | Ловци на натприродно |               | Лајла Тејлор / Вајолет Дувал | 2 епизоде    |
| 2014.       | Људи сутрашњнице     |               | Талија                       | 1 епизода    |
| 2015.       |                      |               | Карли                        | ТВ филм      |
| 2016.       | Легенде сутрашњице   |               | Бети Сивер                   | 1 епизода    |
| 2017—2018.  |                      |               | Теа                          | главна улога |
| 2017.       | Путници              |               | Кари                         | 1 епизода    |
| 2018—2023.  | Манифест             |               | Мик Стоун                    | главна улога |